# The Leak
Pour les articles homonymes, voir Leak.
Albums de Lil Wayne
Tha Carter II
(2005) Tha Carter III
(2008)
Singles
1. Gossip
Sortie : 18 décembre 2007
2. I'm Me
Sortie : 24 décembre 2007

The Leak est un EP de Lil Wayne, sorti le 25 décembre 2007.

## Liste des titres
| No | Titre                                   | Contient un (des) sample(s) de | Durée |
| -- | --------------------------------------- | --- | ----- |
| 1. | I'm Me (Produit par DJ Nasty & LVM)     | God Moving Over the Face of the Waters de Moby Hustler Musik de Lil Wayne Rubberband Man de T.I. Fireman de Lil Wayne Go D.J. de Lil Wayne Cash Money Millionaires de Lil Wayne | 4:55  |
| 2. | Gossip (Produit par StreetRunner)       | | 3:25  |
| 3. | Kush (Produit par Maestro)              | | 3:42  |
| 4. | Love Me or Hate Me (Produit par GX)     | | 4:00  |
| 5. | Talkin' About It (Produit par Infamous) | | 3:31  |